# Lohu
Lohu är en ort i Estland. Den ligger i Kohila kommun och landskapet Raplamaa, i den västra delen av landet, 30 km söder om huvudstaden Tallinn. Lohu ligger 66 meter över havet och antalet invånare är 193.
Terrängen runt Lohu är mycket platt. Runt Lohu är det glesbefolkat, med 15 invånare per kvadratkilometer. Närmaste större samhälle är Kohila, 4,0 km norr om Lohu. I omgivningarna runt Lohu växer i huvudsak blandskog.